# Phelotrupes laevistriatus
Phelotrupes laevistriatus es una especie de coleóptero de la familia Geotrupidae.

## Distribución geográfica
Habita en China, Siberia, Corea y Japón.